# Sin (película de 1915)
Sin (en español, Pecado) es una película muda dramática estadounidense de 1915 escrita y dirigida por Herbert Brenon y protagonizada por Theda Bara. Fue producida por Fox Film Corporation y rodada en el Fox Studio en Fort Lee, Nueva Jersey. La película se considera perdida.

## Argumento
Rosa, una chica de campo, deja Italia y a su novio Luigi para seguir al rico Pietro, capo de la Camorra en los bajos fondos de Nueva York. Luigi, desconsolado pero dispuesto a no perderla, la sigue a América. Allí, Pietro, para demostrar su amor, declara a Rosa que por ella está dispuesto incluso a robar las joyas de la Virgen. La joven, sorprendida por esta promesa, se jacta de ello ante Luigi, que para no ser superado por su rival, decide robar las preciosas joyas. Tras el robo, se las ofrece a Rosa y luego se dirige a la sede de la Camorra, donde sabe que encontrará a Pietro. En el camino, se desarrolla una procesión de la Virgen y los fieles descubren el robo sacrílego. La multitud, en tumulto, busca al culpable. Rosa, aterrorizada, se vuelve loca mientras Luigi, tras devolver las joyas, se suicida en las escaleras de la iglesia.

## Reparto
- Theda Bara como Rosa
- William E. Shay como Luigi
- Warner Oland como Pietro
- Henry Leone como Giovanni
- Louise Rial como Maria

## Recepción
Con el fin de subrayar y realzar todavía más la imagen de Theda Bara como "vampiresa", Fox Film Corporation publicitó la película con el lema "¡Pecado con Theda Bara!". Tras su estreno, Sin fue un gran éxito de taquilla y Bara obtuvo en general buenas críticas por su actuación. A pesar de su éxito en otros lugares, la película fue prohibida en Ohio y Georgia debido a sus temas de suicidio, lujuria, sacrilegio, y triángulo amoroso. La junta de bienestar de Pittsburgh condenó la película al igual que la junta de censura de Kansas, aunque esta última finalmente permitió su proyección en los cines de Kansas.